# Game Boy Micro
Game Boy Micro — портативна гральна система компанії Nintendo, друга суттєва переробка Game Boy Advance, з акцентом на малому розмірі та «глянцевим» дизайні пристрою. За словами Perrin Kaplan, директора Nintendo of America, кодовим ім'ям консолі було Oxygen; модель має означення «OXY-001» на задній панелі.

## Технічні характеристики
- Розміри: 50 × 101 × 17,2 мм, близько до розмірів стандартної кредитної картки
- Вага: 80 грамів
- Процесор: 32-розрядний ARM-процесор (ARM7TDMI) з частотою 16,78 МГц
- Оперативна пам'ять: 32 Кбайт, 256 Кбайт зовнішня
- Кольори корпусу: різні кольори — сріблястий, чорний, синій, червоний; змінні лицеві панелі
- Екран: Sharp TFT з підсвічуванням, діагональ 51 мм (у GBA — 74 мм)
- Розмір: 240 × 160 пікселів
- Кольорова палітра: 512 з можливих 32 тис. кольорів
- Акумулятор: літієво-іонний акумулятор, заряд триває до 10 годин гри; перезарядження займає приблизно 2,5 години